# Уймакуты
Уймакуты (монг. уймакут) — одно из средневековых монгольских племён, вошедших в состав империи Чингисхана в начале XIII века. Представляют собой ответвление курлаутов.

## Этноним
В русском переводе Л. А. Хетагурова и монгольском переводе Ц. Сүрэнхорлоо «Сборника летописей» этноним отражён в форме уймакут. В английском переводе У. М. Такстона — в форме оймакут (oymakut). В литературе также встречаются следующие формы этнонима: оймаут, оймауыт, уймаут, уймавут, урмаут.

## История

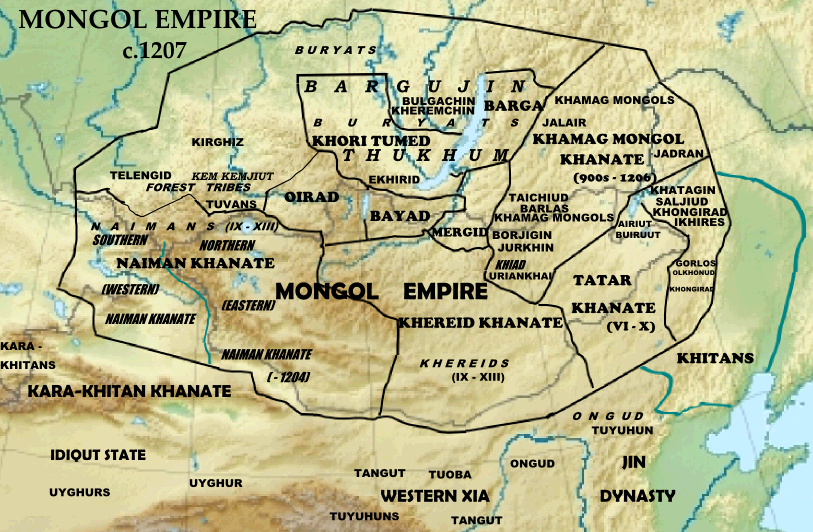
Монгольская империя в 1207 г.

Уймакуты представляют собой ответвление племени курлаутов.
По сведениям из «Сборника летописей», курлауты близки таким племенам, как кунгират, элджигин и баргут. У этих племён одинаковая тамга. Союзные отношения между ними были скреплены межплеменными браками.
Племя курлаутов включало две ветви: джунгуркин и уймакут.
Рашид ад-Дин писал, что эти четыре племени никогда не воевали и не враждовали с Чингисханом. Он в свою очередь «никогда их не делил и никому не давал в рабство по той причине, что они не были его противниками». Они «следовали путями побратимства» и состояли в кешике Джида-нойона (Чжедая).
Из племени курлаут-уймакут происходил Эбугэн-нойон, один из старших эмиров времён Чингисхана; «его сын Бурунтай-нойон во время Чингиз-хана также был почтенным эмиром; его сын Туртака-нойон состоял при Арик-Бука и постоянно сопровождал его».
При Хубилай-хане Туртака-нойон стал «старшим эмиром» и получил «должность эмира дивана и везирата; ни один из эмиров не был выше его степенью». По приказу Хубилая он был послан во владение Хайду. Однако когда отношения между Хайду и Хубилаем обострились, он потребовал его назад.
Туртака-нойон, испугавшись, с небольшим числом нукеров бежал и присоединился к «Юбкуру, сыну Арик-Буки, и к Улус-Бука, внуку Менгу-каана и сыну Зиркея, которые были оба со стороны Кайду». Он оставался с ними вплоть до смерти Хубилай-хана. После он вместе с выше упомянутыми царевичами отправился на службу к Тэмуру (Тимур-каану).
Этноним уймакут встречается у ногайцев (два аула Оймаут в Бердянском уезде), каракалпаков (род оймаут племени кенегес) и казахов (подрод оймаут рода каныс племени дулат Старшего жуза). От данного этнонима произошли следующие топонимы: село Оймауыт в Актюбинской области, село Оймауыт в Туркестанской области Казахстана, посёлок Уймавут в Узбекистане. Этноним уймаут также встречается в числе 92 узбекских племён.